# Alicja Wosik
Alicja Barbara Wosik-Majewska z domu Postrach (ur. 19 września 1969 w Zabrzu) – polska dziennikarka, filmowiec, wykładowca akademicki, działacz społeczny, polityk, urzędnik państwowy, harcmistrzyni.

## Życiorys

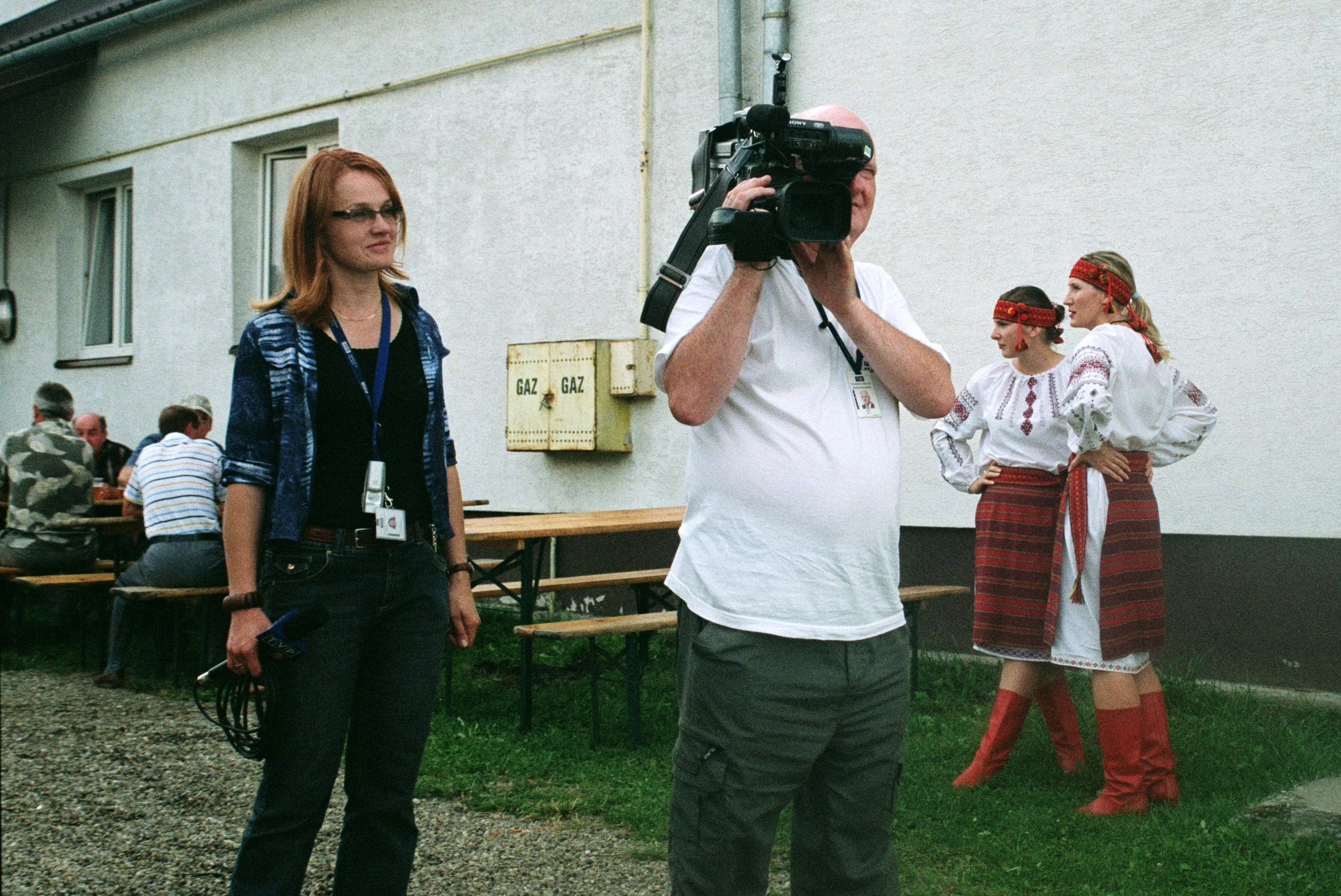
Alicja Wosik jako reporterka TVP3 Rzeszów

Urodziła się 19 września 1969 w Zabrzu jako córka Genowefy i Kazimierza Postrach. Absolwentka VI Liceum Ogólnokształcącego im. Jarosława Dąbrowskiego w Częstochowie z 1988. Ukończyła studia z romanistyki na Wydziale Filologicznym Uniwersytetu Wrocławskiego w 1995 oraz podyplomowe dziennikarstwo w Instytucie Nauk Politycznych i Stosunków Międzynarodowych na Wydziale Studiów Międzynarodowych i Politycznych Uniwersytetu Jagiellońskiego w 1998.
Od 1997 do 2000 dziennikarka oraz redaktor programowa i naczelna Radia Bieszczady. W latach 2000–2010 dziennikarka i reporterka TVP, pracowała w jej rzeszowskim oddziale. Autorka relacji telewizyjnych, reportaży i filmów dokumentalnych, w większości dotyczących regionu Polski południowo-wschodniej, w tym Bieszczadów. W kwietniu 2001 bez powodzenia startowała w konkursie na stanowisko redaktora naczelnego „Tygodnika Sanockiego”. W latach 2007–2012 była wykładowcą akademickim przedmiotów mediowych w Państwowej Wyższej Szkole Zawodowej im. Jana Grodka w Sanoku. Od 2009 była redaktorem naczelnym czasopisma „Profil”. Od 30 sierpnia 2009 do 30 sierpnia 2012 była prezesem zarządu Stowarzyszenia Miłośników Zespołu Tańca Ludowego „Sanok”. Sprawowała także funkcję prezesa Stowarzyszenia „Teraz kobiety!”.
Zaangażowała się w działalność harcerską. Zobowiązanie instruktorskie złożyła w 1986. W 1988 uzyskała stopień podharcmistrzyni, od 2014 zajęła się opracowaniem pisma „Sanocki Skaut” w ramach Hufca ZHP Ziemi Sanockiej im. ks. hm. Zdzisława Peszkowskiego w Sanoku, ponadto została szefem zespołu ds. promocji i wizerunku. W 2017 otrzymała stopień harcmistrzyni oraz zasiadła w składzie Komisji Stopni Instruktorskich Hufca ZHP Ziemi Sanockiej.
Jako polityk związała się z Polskim Stronnictwem Ludowym. Pełniła funkcję asystentki prasowej posła i wiceministra skarbu państwa Jana Burego. W wyborach samorządowych 2010 startowała z listy PSL do Rady Powiatu Sanockiego, nie zdobywając mandatu, mimo że uzyskała 50,51% głosów oddanych w stosunku do głosów na listę. Startowała w wyborach parlamentarnych w 2011, jednak nie uzyskała mandatu poselskiego, kandydując z listu PSL w okręgu krośnieńskim i otrzymując 3332 głosy.
Od 1 stycznia 2011 do lutego 2012 sprawowała funkcję wiceburmistrza Zagórza. Została członkiem prezydium Powiatowego Zarządu PSL w Sanoku i prezesem Koła Miejskiego PSL w Sanoku. 14 lutego 2012 została powołana na stanowisko wicewojewody podkarpackiego.
W wyborach do Parlamentu Europejskiego w 2014 startowała z listy PSL w okręgu nr 9 w Rzeszowie i nie uzyskała mandatu eurodeputowanego, zdobywając 3459 głosów. Przed wyborami samorządowymi w 2014 utworzyła Komitet Wyborczy Wyborców Alicji Wosik „Rozwój”, z którego do Rady Miasta Sanoka kandydował m.in. rzeźbiarz Adam Przybysz. W tych samych wyborach Alicja Wosik kandydowała na urząd burmistrza Sanoka z listy Komitet Wyborczy Wyborców Alicji Wosik „Rozwój” oraz do Rady Powiatu Sanockiego z listy KW PSL. W I turze wyborów na burmistrza Sanoka uzyskała wynik 16,97%, a przed drugą turą poparła kandydaturę Tadeusza Pióry z Prawa i Sprawiedliwości. Uzyskała mandat Rady Powiatu Sanockiego i 1 grudnia 2014 została wybrana na stanowisko członka zarządu. Wcześniej złożyła rezygnację z urzędu wicewojewody podkarpackiego, po czym została z niego odwołana. 28 stycznia 2015 wystąpiła ze struktur PSL. 9 marca 2015 rozpoczęła pracę w Urzędzie Marszałkowskim Województwa Podkarpackiego w formie zastępstwa na stanowisku głównego specjalisty w departamencie Promocji i Współpracy Gospodarczej. 26 czerwca 2015 została wybrana na funkcję Prezesa Zarządu Podkarpackiej Regionalnej Organizacji Turystycznej. Rok później, 13 czerwca 2016 zrezygnowała z niej motywując to brakiem możliwości przeprowadzenia zaplanowanych zmian w organizacji. 12 grudnia 2016 została kierownikiem Oddziału Programu Współpracy Transgranicznej Polska-Białoruś-Ukraina 2014-2020 w Rzeszowie.
Była żoną Tomasza Wosika, do 2013 radnego Rady Gminy Sanok z ramienia PSL. Oboje prowadzili działalność gospodarczą pod nazwą DAT-W s. c. zarejestrowaną w 1997.

## Filmografia

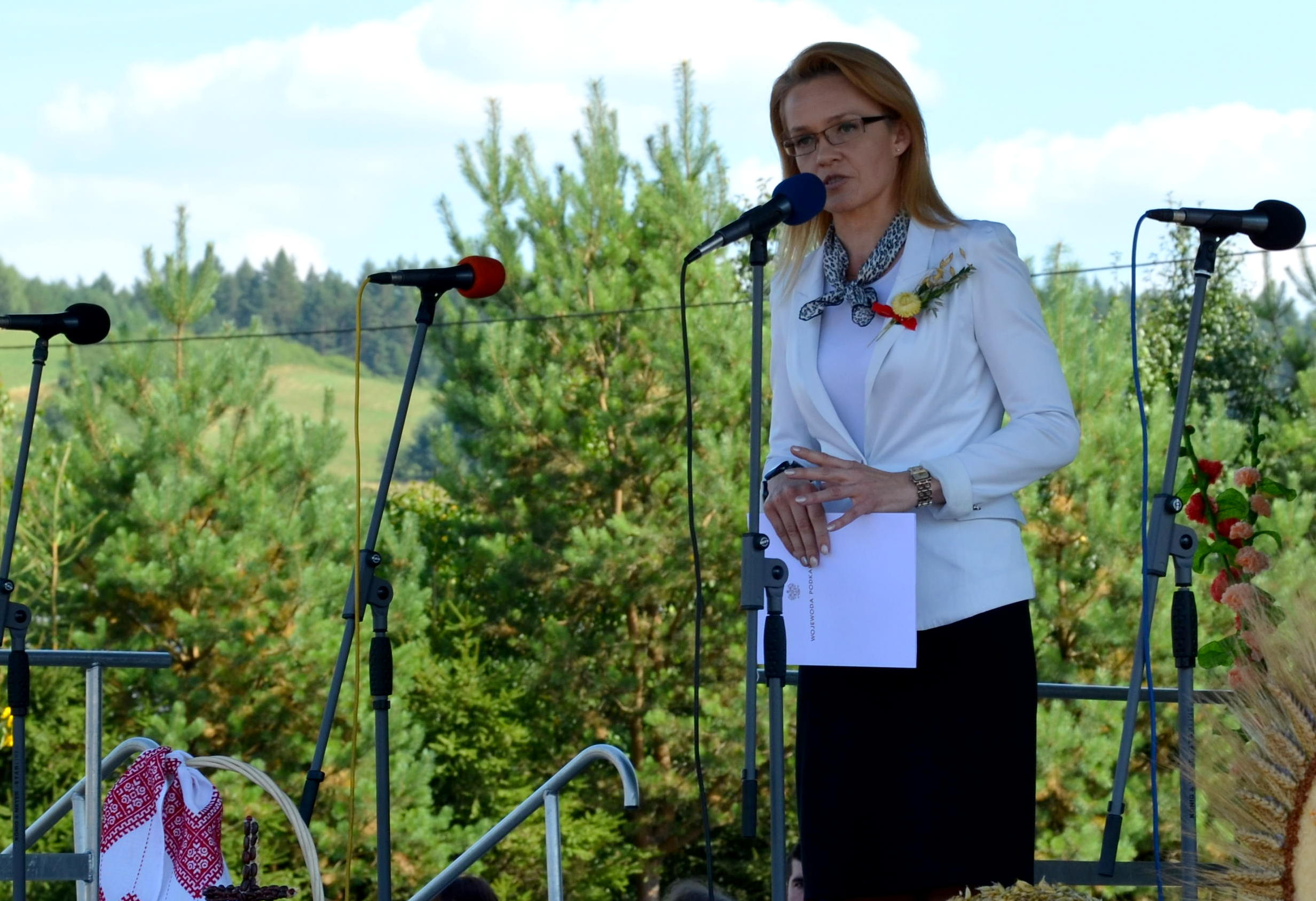
Alicja Wosik podczas dożynek w Mokrem (2013)

- 2001: Osadnicy (scenariusz i reżyseria).
  - Trzecie miejsce w kategorii reportaż na Przeglądzie Twórczości Telewizyjnej Krajów Czwórki Wyszehradzkiej w Ostrawie
- 2003: Moja Republika Wetlińska (scenariusz i reżyseria).
  - Wyróżnienie Akademii Telewizyjnej TVP za najlepszy scenariusz.
- 2004: Po drugiej stronie lustra (scenariusz i reżyseria)[44]
  - Finalista V Międzynarodowych Dni Filmu Dokumentalnego „Rozstaje Eur.opy” w Lublinie.
- 2006: Beksiński. Autoportret pośmiertny (scenariusz i realizacja)[45].
  - NURT XII (Ogólnopolski Niezależny Przegląd Form Dokumentalnych) 2006 – nagroda Specjalna Rektora WSH w Kielcach dla młodego twórcy za „umiejętne wykorzystanie dokumentów i stworzenie przekonującego portretu Artysty, opętanego śmiercią”[46].
  - Finalista I Festiwalu Filmów o Rodzinie w Łodzi w 2008.
- 2006: Dotrzeć do źródła ciszy (scenariusz i reżyseria)[47].
- 2010: Stara Wieś – jezuicka perła Podkarpacia (scenariusz i reżyseria)[48].
  - Nagrodzony przez Fundację Fides et Ratio w 2011.

## Publikacje
- Statystyka, korekta i analiza błędów w depeszach Polskiej Agencji Prasowej, [w:] Zeszyty Naukowe PWSZ 2008, zeszyt nr 5.
- Między dosłownością a artystyczną kreacją – narracja i relacja tekst-obraz we współczesnym reportażu telewizyjnym, [w:] Reportaż bez granic? Teksty, warsztat reportera, zjawiska medialne pod red. Igora Borkowskiego, Wydawnictwo Uniwersytetu Wrocławskiego, Wrocław 2010.
- Problemy wizualizacji literatury w telewizji i w kinie, [w:] Literatura w mediach. Media w literaturze, Wydawnictwo Państwowej Wyższej Szkoły Zawodowej w Gorzowie Wlkp., Gorzów Wlkp. 2011.
- Na początku było Słowo, na końcu będzie Obraz – o potrzebie kształcenia wizualnego dziennikarzy, [w:] Studia dziennikarskie. Uwarunkowania teraźniejszości, wyzwania przyszłości, Konsorcjum Akademickie, Kraków-Rzeszów-Zamość 2011.
- Czy globalizacja języka mediów jest nieunikniona? – analiza telewizyjnych serwisów informacyjnych różnych krajów, [w:] „Annales Universitatis Paedagogicae Cracoviensis. Studia Linguistica VII, folia 115 – Dialog z tradycją, część 2”, Wydawnictwo Naukowe UP, Kraków 2012 oraz [w:] „Język w telewizji. Antologia” pod red. naukową Małgorzaty Kity i Iwony Loewe, Wydawnictwo Uniwersytetu Śląskiego, Katowice 2016.

## Odznaczenia i wyróżnienia
- 1986: Odznaka „Zasłużony Bieszczadom” (nadana przez wojewodę krośnieńskiego)
- 2009: Honorowe członkostwo Sanockiego Towarzystwa Muzycznego („za wybitne zasługi w upowszechnianiu kultury muzycznej w Sanoku i na Podkarpaciu”)
- 2011: Złota odznaka „100-lat Harcerstwa na Ziemi Sanockiej”
- 2012: Honorowe obywatelstwo Gminy Lutowiska[49][50]
- 2012: Wyróżnienie za zasługi na rzecz rozwoju Miasta i Gminy Zagórz[51]
- 2012: Odznaka honorowa „Za Zasługi dla Związku Kombatantów RP i Byłych Więźniów Politycznych”
- 2014: Złota odznaka „Za zasługi dla Związku Weteranów i Rezerwistów Wojska Polskiego”
- 2014: Brązowy Medal za Zasługi dla Policji (nadany przez Ministra Spraw Wewnętrznych i Administracji)
- 2014: Honorowa srebrna odznaka „Zasłużony dla Hufca ZHP Ziemi Sanockiej”[52]
- 2014: Odznaka Pamiątkowa 25-lecia Harcerskiej Ogólnopolskiej Akcji Ekologicznej „Florek”[53][54]
- 2016: Złota Odznaka „Zasłużony dla Hufca ZHP Ziemi Sanockiej”[55]
- 2014: Srebrna Odznaka „Zasłużony dla Hufca ZHP Ziemi Sanockiej”[56]